# Шаванда, Алина Сергеевна
Алина Сергеевна Шаванда (28 мая 2001) — российская футболистка, защитница.

## Биография
Воспитанница красноярского футбола, тренер — А. Н. Семенченко. Выступала за сборную Красноярского края, в её составе в 2017 году принимала участие в финальном турнире первенства России среди 17-летних (8-е место) и была признана лучшим игроком команды. В 2018 году включена в команду «Енисей-2».
В 2019 году переведена в основную команду «Енисея». Дебютный матч в высшем дивизионе России сыграла 26 мая 2019 года против московского ЦСКА, заменив на 63-й минуте Анастасию Диюн. Всего в первом сезоне провела два матча в высшей лиге. В стартовом составе «Енисея» впервые вышла спустя два года, 27 марта 2021 года в матче против клуба «Рязань-ВДВ», отыграв все 90 минут.
Включалась в расширенный состав молодёжной сборной России (до 19 лет), однако в официальных матчах не играла.
Учится в Институте физической культуры, спорта и туризма Сибирского федерального университета (Красноярск).